# Engelbrekt Engelbrektsson

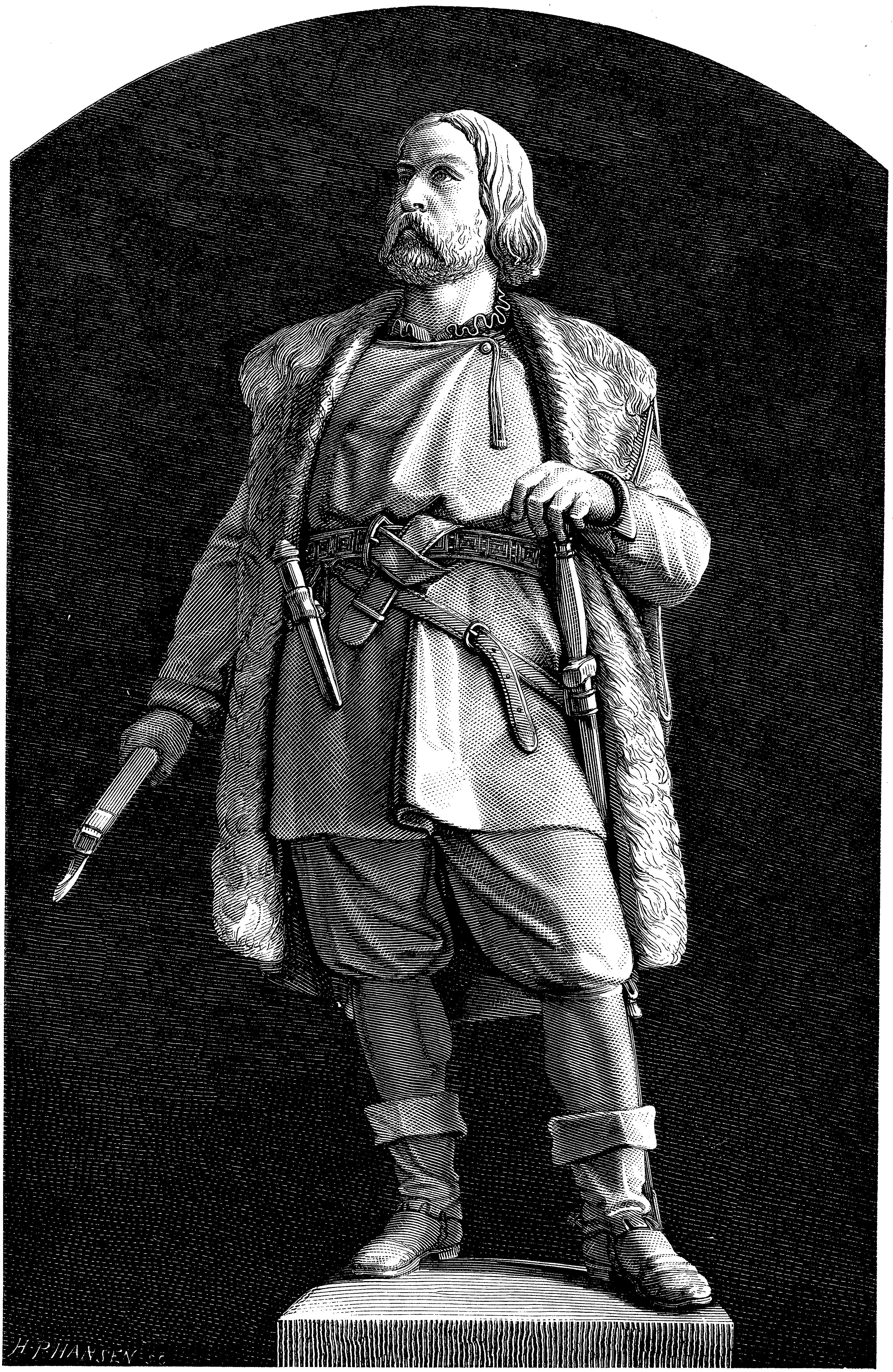
Modell für eine Engelbrektsson-Statue in Örebro (von Carl Gustaf Qvarnström)

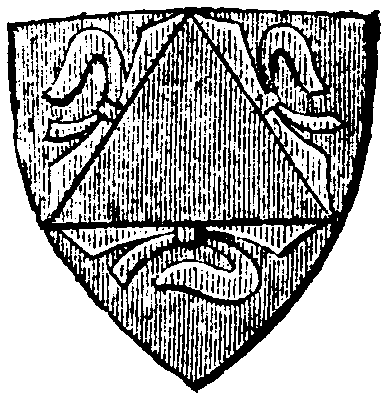
Engelbrekt Engelbrektssons Wappen

Engelbrekt Engelbrektsson (* wahrscheinlich 1390er in Englikobenning, Västmanland; † 4. Mai 1436 ermordet auf einer Insel im Hjälmaren) war ein schwedischer Freiheitskämpfer und Anführer des nach ihm benannten Engelbrektsaufstandes von 1434 gegen Erich von Pommern.

## Herkunft
Engelbrekt hatte deutsche Wurzeln, seine Familie war, wie viele Bergleute in den Bergbauregionen von Dalarna aus Deutschland nach Schweden eingewandert und seit etwa 1360 dort ansässig. Die Familie gehörte zur Oberschicht der schwedischen Bergleute. Sein Urgroßvater Engelbrekt hatte sich in Västerås niedergelassen. Sein Großvater Engliko gründete wahrscheinlich das jetzige Ängelsberg in der Gemeinde Fagersta, damals Englikobenning, in der Nähe von Norberg. Sein Vater Engelbrekt war mit Sicherheit ab 1367 in Norberg wohnhaft. Er war wohl auch der erste seines Geschlechts, der in den Adel aufgestiegen ist.

## Leben
Im Frühjahr 1434 setzte Engelbrekt sich an die Spitze eines Aufstandes (Engelbrekt-Aufstand) in der Provinz Dalarna gegen König Erik XIII. Die Bergbauregion hatte massiv unter dem Krieg Eriks gegen Holstein und die Hanse zu leiden, da er die Ausfuhr der Bodenschätze unterbrach und zu steigenden Steuern führte. Schnell griff der Aufstand auf ganz Schweden über und Engelbrekt erhielt Unterstützung aus Klerus und Adel. 1435 kontrollierte er nahezu ganz Schweden und wurde zum Reichshauptmann gewählt. Im Herbst des Jahres billigte Erik dem Reichsrat im Vergleich zu Halmstadt Kontrollrechte über den König zu.
Am 4. Mai 1436 wurde er auf Burg Göksholm von einer Gruppe schwedischer Ritter um Magnus Bengtsson ermordet. Bald darauf versiegte auch die Aufstandbewegung. Sein Grab in Örebro wurde zum Wallfahrtsort für die mittelschwedische Landbevölkerung.

## Literarische Würdigung
Engelbrekts Schicksal hat eine Reihe von Schriftstellern zur literarischen Darstellung angeregt. So verfasste August Theodor Blanche 1846 das Stück Engelbrekt och hans Dalkarlar und August Strindberg 1901 ein historisches Drama, Carl Georg Starbäck 1868/1869 einen historischen Roman und Natanael Berg die Oper Engelbrekt, die 1929 in Stockholm uraufgeführt wurde. Im zweiten Band seines Romans Die Ästhetik des Widerstands beschreibt Peter Weiss 1978 parallel den Verlauf von Engelbrekts Aufstand, die Arbeit von Bertolt Brecht und seiner Arbeitsgruppe an einem Engelbrekt-Drama und die politische Entwicklung vom Hitler-Stalin-Pakt zum deutschen Überfall auf die Sowjetunion.

## Namenspatenschaften
Das Schiff Engelbrekt, ursprünglich Mora getauft, erhielt 1903 seinen neuen Namen nach der historischen Figur. 1906 wurde die Engelbrektskyrka in Stockholm nach ihm benannt.